# Squeeze (álbum)
Squeeze fue el quinto y último álbum de estudio lanzado bajo el nombre de The Velvet Underground. Fue grabado y escrito principalmente por el guitarrista y cantante Doug Yule en un estudio de grabación en Londres, después de que Lou Reed y Sterling Morrison dejaran la banda. La baterista Maureen Tucker, a pesar de ser, técnicamente, miembro de la banda en aquel momento, no estuvo involucrada en la grabación del álbum, según se dice por medidas de reducción de gastos. Tucker nunca se volvió a unir a la banda después de la grabación del álbum, terminando así su asociación con The Velvet Underground hasta la reunión de la alineación "clásica" de la banda en el año 1993.

## Historia
The Velvet Underground, que en aquel tiempo estaba formada por Doug Yule (voz y guitarra), Willie Alexander (teclados y voz), Walter Powers (bajo) y Maureen Tucker (batería), había estado de gira por el Reino Unido y los Países Bajos entre octubre y noviembre de 1971 para promocionar su último disco Loaded, que había sido lanzado en Europa en marzo de ese año. El plan, una vez finalizada esa gira, era grabar un segundo y último disco para su compañía, Atlantic Records, pero la compañía había "perdido la fe" en la banda y decidió lanzar una grabación en vivo del año 1970 llamada Live at Max's Kansas City, cuando Lou Reed todavía era parte de la banda.
Después de la gira, el mánager de la banda, Steve Sesnick consiguió un contrato de grabación con la discográfica inglesa Polydor, para grabar un nuevo álbum Argumentando recortes de presupuesto, Sesnick envió a Alexander, Powers y Tucker de vuelta a los Estados Unidos, dejando únicamente a Yule en Inglaterra para grabar el disco. Es así que todas las canciones del disco fueron compuestas y grabadas enteramente por Yule, (excepto por la batería, los coros femeninos y el saxofón).
Squeeze fue grabado entre septiembre y octubre de 1972, y el sonido del álbum va desde las canciones del estilo de The Beatles como "Crash", hasta las canciones de rock típico de los años 1970 como "Mean Old Man".
Una vez finalizado el álbum, Yule formó una banda que consistía de Rob Norris (guitarra), George Kay (bajo) y Mark Nauseef (batería), para emprender una gira promocional del nuevo álbum por el Reino Unido, durante noviembre y diciembre de 1972.
Apenas comenzó la gira, Sesnick abandonó a la banda, lo que llevó a Yule a decidir, una vez finalizada la gira, en diciembre de 1972, darle fin a la carrera de The Velvet Underground.
Sin embargo, a pesar de la separación de la banda, Squeeze fue lanzado, únicamente en Europa, en febrero de 1973. El álbum recibió críticas terribles posteriores a su edición, tanto de fanes como de críticos, por adoptar un sonido de pop / rock "convencional" que no coincidía con el sonido y la idea inicial de la banda, a tal punto que el disco después fue eliminado de la discografía oficial de la banda, siendo "pasado por alto" en la edición Peel Slowly and See, la cual recopila los restantes discos de estudio de la banda. Al día de hoy, el disco es todavía un objeto de controversia entre los fanes de la banda, y con los años el disco ha conseguido una mejor consideración de algunos fanes, que creen que el disco hubiera sido mejor considerado si el disco hubiera sido promovido como el disco debut de Doug Yule y no como un disco de Velvet Underground.
Del álbum no fueron sacados singles y el álbum no ingreso en los charts. El álbum tuvo un número de reediciones en los 70 y principios de los 80 en Francia y desde entonces ha estado fuera de circulación. Nunca fue lanzado en formato CD.

## Lista de canciones
Todas las canciones escritas por Doug Yule.

### Lado A
1. "Little Jack" – 3:27
2. "Crash" – 1:22
3. "Caroline" – 2:35
4. "Mean Old Man" – 2:53
5. "Dopey Joe" – 3:08
6. "Wordless" – 3:03

### Lado B
1. "She'll Make You Cry" – 2:45
2. "Friends" – 2:39
3. "Send No Letter" – 3:12
4. "Jack & Jane" – 2:57
5. "Louise" – 5:44

## Personal
- Doug Yule – voz, guitarra, teclados, bajo, producción

### Músicos adicionales
- "Malcolm" – saxofón
- Ian Paice – batería